# Josip Dujmović (Franjevac)
Za druge osobe s imenom Josip Dujmović pogledajte Josip Dujmović.
Josip Dujmović (Porat, 1898. – Rijeka, 1954.), bio je hrvatski katolički svećenik, franjevac trećoredac, profesor, istaknuti propovjednik i duhovnik. 

## Životopis
Josip Dujmović rođen je kao Nikola Dujmović u Poratu na otoku Krku 1898. godine. Školuje se u Bogovićima, Školjiću i Krku. Teologiju završava u Zadru 1921. godine. Nakon svećeničkog zaređenja, 1921. godine, predaje u gimnaziji u Krku i na Školjiću. Od 1931. godine bio je ravnatalj gimnazije na Školjiću, a od 1937. godine lektor je na istoj ustanovi. Bio je i provincijski tajnik (1926-1929), ekonom i provincijski vijećnik gotovo do kraja života. Postaje prvi gvardijan samostana Krista Kralja u Ogulinu, 1937. godine. Tijekom tog razdoblja imenovan je ispovjednikom časnih sestara milosrdnica, brine se za treći svjetovni red, Počasnu stražu Srca Isusova i križare. Potom, 1942. godine postaje prvi župnik novoosnovane župe sv. Franje Ksaverskog u Zagrebu. Nakon službovanja u Zagrebu, 1945. preuzima skrb o teško ratom oštećenom samostanu sv. Mihovila u Zadru gdje dolazi na službu kao gvardijan samostana. Željom biskupa Burića, 1950. godine preuzima službu profesora i duhovnika u riječkom bogoslovnom sjemeništu. Umro je u Rijeci 1954. godine i pokopan na samostanskom groblju u Glavotoku na otoku Krku. 
Fra Josip Dujmović surađivao je s raznim katoličkim listovima, bio je glavni urednik Počasne straže Srca Isusova te je preveo i izdao "Knjigu o Beskrajnoj Ljubavi" s. Alojzije Margerete Claret de la Touche, 1935. godine. Bio je izvanredan propovjednik, često pozivan da propovijeda prilikom raznih prigoda poput hodočašća, blagdana, mladih misa i sličnih događaja. Posebno se istaknuo kao ozbiljan duhovnik, dubokog i bogatog duhovnog života. Ugled je stekao i kao istaknuti pučki misionar te voditelj duhovnih vježbi. Mnogim je mladima bio duhovni pratitelj, među kojima i poznatoj Branki Perković.